# Alfons van de Maele
Jan Alfons van de Maele beter bekend als Fonske van de Maele (Erembodegem, 22 januari 1874 - aldaar, 30 september 1938) was een Vlaams arbeider en dichter.

## Levensloop
Van de Maele werd geboren in een arbeiderswoning op de Holleweg in Erembodegem. Een opmerking die van de Maele zelf maakte over de Holleweg was het feit dat deze rijmde op Rolleweg; dit was de straat waar zijn grote meester (Gezelle) geboren werd. Van de Maele was het vijfde kind uit een gezin bestaande uit 8 kinderen. Hij had een typerende jeugd toepasselijk voor het tijdperk, zo ging hij naar school tot zijn tiende om vervolgens in een fabriek te werken. Hij maakte kennis met poëzie dankzij zijn vader die af en toe voorlas tijdens de lange winteravonden. De boeken waren onder andere Baekelandt, Genoveva van Brabant, Jan de Lichte en ten slotte Jan Clercker of De Laatste Binders van Vlaanderen. Tevens kreeg hij inspiratie uit volksverhalen over heksen en allerlei, zijn broer kocht hem regelmatig boeken geschreven door Hendrik Conscience, Ecrevisse, Verne en Renier Snieders. Nadat Alfons het weekblad De Vlaamsche Illustratie las, besloot hij om zelf een van zijn gedichtjes op te sturen; het gedichtje verscheen in het weekblad. P. Emiel Fleerackers een toenmalig leraar op het Aalsters college, verbeterde de zijn toekomstige verzen en teksten. In 1908 verscheen Alfons' eerste dichtbundel uitgegeven door P. van Schuylenbergh. Deze dichtbundel had een inleiding geschreven door P. Fleerackers deze luidde "Vriend Alfons, word nooit of nooit een groot dichter, maar blijf wie gij zijt...". Van de Maele volgde deze raad ook op, hij schreef enkel over zijn thuissituatie, godsdienst, zijn leven, de Vlaamse en sociale strijd en de natuur en de mensen rondom zich. Fonske imiteerde Gezelle, hij beschouwde Gezelle als zijn grote meester. Hij net zoals Gezelle, schreef zeer godsdienstig. Een voorbeeld zou het gedicht "Het kruiske" zijn; "Gij hangt daar aan de lemen muur, o ned'rig houten Kruis, onmisbaar sieraad van mijn huis, zo arm, mij toch zo duur !". Een groot deel van de werken waren tevens Flamingantisch en in voorkeur van Vlaamse uitspraken, zo zegt hij in een van zijn werken ,,Ik groet U ook als flamingant een van de oude stempel...".
Van de Maele werkte bij De Koornbloem, de laatste 15 jaar voor zijn dood.

### Dood
Van de Maele had een hartziekte, de stress door de oorlog en verschillende beroertes droegen bij aan zijn hartkwaal; die uiteindelijk zijn dood werd. Van de Maele overleed op 30 september 1938. Op Alfons' begrafenis op 4 oktober 1938 werden minstens 900 doodsprentjes uitgedeeld.

## Titels
Van de Maele ontving de Nijverheidsmedaille 2de klas, de Gouden Palmen der Kroonorde alsook de Pauselijke onderscheiding Pro Ecclesia et Pontifice.
- Gouden Palmen der Kroonorde
- Pro Ecclesia et Pontifice

## Nalatenschap
In totaal zijn er drie straten naar hem vernoemd, een in Erembodegem, Evere en Halle.
In 2012 werd in de straat die naar hem vernoemd was, een gedenkplaat geplaatst; op de gedenkplaat staat zijn gedicht "o Osbroek".
Zijn graf werd hersteld in 2018, dit omwille van zijn kleindochter die de alarmbel bij het dorp Erembodegem luidde.
Op initiatief van zijn kleinkinderen werd zijn persoonlijke collectie in 2023 geschonken aan het Aalsterse Stadsarchief. Deze bevat onder andere afbeeldingen, briefwisseling, en handgeschreven gedichten.

## Werken
- Verzekens voor ons volk. [Inleiding door pater Emiel Fleerackers S.J..][1] Van Schuylenbergh-Luca, Aalst, [1908]. VI+69p.; 2de druk bij Volksdrukkerij Dirk Martens, Aalst, [1928].[1]
- Verzekens voor huis, hart en werk. Van Schuylenbergh-Luca, Aalst, [1910]. 86p.[1]
- Verzekens voor ons volk. [Tweede reeks; inleiding door priester-dichter Jan Hammenecker.] Van Schuylenbergh-Luca, Aalst, [1910]. 80p.; 2de [vermeerderde?] druk bij Standaard, Antwerpen, [19??], 103p. (druk: Erasmus, Ledeberg).[1]
- Nog verzekens voor ons volk. Met een inleidend woord van Jef Crick. De Standaard, Brussel, 1922. 99p.; met portret.[1]
- Verzekens voor ons volk. Vierde bundel. [Inleiding door Th. van Tichelen.][1]* N.V. Standaard-Boekhandel, Antwerpen/Brussel/Leuven, [1926]. 103p. Deze bundel werd kort besproken door Paul van Ostayen in Vlaamsche Arbeid, november/ december 1927.[1]
- Verzekens voor ons volk. Vijfde bundel. [Promotor Marcel van Borgerhout] N.V. Standaard-Boekhandel, Antwerpen/Brussel/Leuven, s.a. [1928?]. 128p.[1]
- Nieuwe verzekens voor ons volk. Standaard, Antwerpen, 1933. 79p.[1]
- Een keur uit de verzekens van Fons van de Maele. [Samenstelling Maelofilos (ps. van Jozef de Geest); inleiding door den Hw. Dom [Modest] van Assche.] Uitgeverij van het Algemeen Christelijk Werkersverbond, Brussel, 1937. VII+123p.; met portretfoto; druk: Het Volk, Gent.[1]
- Honderd verzekens voor ons volk. Inleiding door prof. Nabor de Volder. De Beiaard, Zottegem, [1943?]. 133p.; met portret.[1]
- Verzekens. Een bloemlezing. Samengesteld door Jef De Geest naar aanleiding van de hulde aan de werkman-dichter gebracht bij de 25e verjaring van zijn overlijden met een ten geleide door Albe pseud. v. Renaat Antoon Joostens. Katholieke Uitgeversmij. "De Arbeiderspers ", Brussel, 1963. 80p.; op omslag: Verzekens van Fons van de Maele werkman-dichter.[1]
- Nieuwe verzekens voor ons volk. Het Volk, Gent, [1975]. 65p.; bevat foto's.[1]

## Varia
Men noemde hem ook wel "onze kleine Gezelle". Omdat hij zowel dichter als arbeider was, was 'de werkman-dichter' nog een andere bijnaam die hij kreeg.
- Biografisch Portaal: 83393230
- Digitale Bibliotheek voor de Nederlandse Letteren: mael002
- International Standard Name Identifier: 0000 0000 4439 2481
- Library of Congress Control Number: no2006053066
- Virtual International Authority File: 58833689
- WorldCat: E39PBJdWRRBjTvQTHgQgTP4g8C